# Опроштајно писмо самоубице
Опроштајно писмо самоубице је писани траг у коме он покушава да објасни, понекад и оправда, разлог самоубиства. Жртве самоубиства најчешће остављају опроштајна писма, као неку врсту „тестамента” или последњег материјалног трага који остављају иза себе. Из њих се могу закључити разлози због којих је та особа донела одлука о самоубиству. Жртве најчешће овим писмима поздрављају оне које остављају и правдају неизбежност извршеног чина, али понекад наводе, по њима, и кривца за њихове патње.
Опроштајно писмо психијатрима, психолозима, судским вештацима, представља важан индикатор озбиљности самоубилачке намере и могућност пружања увида у размишљања самоубице непосредно пре самог чина самодеструкције.

## Епидемиологија
Најчешћи разлози жртава за приступање акту самоубиства су; школски проблеми, несрећне љубавне везе,
породични проблеми, здравствени проблеми код старих особа, и др. У зависности од проблема који је непосредни повод самоубиства најчешће и зависи форма и садржај опроштајног писма.
Опроштајна писма остављају више лица мушког пола (око 70%),  најчешће старије особе.
На основу узраста особа које остављају опроштајне поруке, највећи број је међу особама између 45 до 50 година (22%), а најмање између 25 и 34 година (6%).
 
Опроштајна писма се могу анализирати кроз форму писања и садржај. Такође се анализира дужина писма, материјал на коме је писано, чиме је писано као и место где је слова остављено.
Поједине опроштајне поруке су дуге и расписане, имају тон исповедања, друге су сасвим кратке и у форми обавештења. Неке су веома драматичне па се може закључути да је окончање живота било једино решење за жртву самоубиства.

## Врсте опроштајних писама
Према истраживања у Мађарској постоје две врсте порука које остављају особе које намеравају да изврше самоубиство:

### Позитивне, опроштајне поруке
Прва врста, самоубилачих писам су позитивне, опроштајне поруке. Ове поруке су упућене познаницима, и у садржају порука се налази садржај у којем говоре о неподношљивом психолошком болу, осећању безнадежности , исцрпљености. Ове поруке су, углавном, позитивне, пуне емоција упућених жени и деци, којима изражавају љубав. Ређе су ове поруке негативне у њима самоубица најчешће оптужују себе, мање друге особе. Најчешће објашњавају разлоге због којих су „морали“ да изврше самоубиство:
| „ | Због овога што ћу урадити, немојте никог да кривите, нико није одговоран. Слушајте мајку и опростите ми. | ” |

Опроштајне поруке најчешће су у виду писма: „Нека буде што бити не може ... До виђења друже, до виђења“, или дневника који су водили неколико дана пре извршеног самоубиства, али има и опроштајних порука послатих мобилним телефоном, у облику СМС порука:
| „ | Не могу више ! Извините ... Збогом !“ " Ти си била нешто најбоље у животу и желим ти све најбоље , увек ћу те волети ! ! Одох ја ... | ” |

Постоје и као вербалне изјаве које је самоубица упутио колеги са посла, 20 минута пре него што је извршио самоубиство: „Нема везе , сви ћемо и ми под земљу“. У порукама самоубице често дају упутства пријатељима и рођацима да измире њихове дугове, или остављају број кућног телефона да обавесте породицу о томе шта су учиниле. 

### Негативне, опроштајне поруке
Друга врста, негативних, опроштајних порука 
Ову групу порука остављају нарцистички озлојеђене особе које шаљу негативне поруке познаницима и члановима породице, оптужујући их посредно за самоубиство. Опроштајне поруке могу бити упућене и државним институцијама (цркви, војсци, школи, руководству фирме), према којима испољавају вербалну агресију.